# Douglas McGrath
Douglas Geoffrey McGrath (Midland, 1958. február 2. – New York, 2022. november 3.) amerikai filmrendező, forgatókönyvíró és filmszínész.
Pályafutását a Saturday Night Live írójaként kezdte, 1980 és 1981 között. 1994-ben Woody Allennel közösen írta meg a Lövések a Broadwayn forgatókönyvét, mellyel Oscar- és BAFTA-díjakra jelölték. Ezt követően megrendezte az Emma (1996), a Botcsinálta ügynök (2000), a Nicholas Nickleby (2002) és A hírhedt (2006) című filmeket. Színészként szerepelt olyan filmekben, mint a Kvíz Show (1994), a Kiruccanók (1996), A boldogságtól ordítani (1998), A bennfentes (1999) és a Michael Clayton (2007).
2015 és 2016 között a Csajok című HBO vígjáték-drámasorozatban Toby Cook igazgatót formálta meg. Feltűnt Woody Allen Crisis in Six Scenes című 2016-os minisorozatában, továbbá a Isten nélkül (2017) című Netflix drámasorozatban is. A 2010-es években a HBO számára rendezett két televíziós dokumentumfilmet, Jerry Weintraub – A legendás producer (2011) és Mike Nichols: Ifjúkori önarckép (2016) címmel. Utóbbival Primetime Emmy-díjra jelölték legjobb dokumentumfilm kategóriában.
2014-ben a Beautiful: The Carole King Musical című színpadi darabjával jelölték Tony-díjra (legjobb musical szövegkönyv). Rendszeresen publikált politikai tárgyú cikkeket a The New Yorker, a The New York Times és a Vanity Fair magazinokban.

## Filmográfia

### Film
Filmrendező és forgatókönyvíró
| Év   | Magyar cím                  | Eredeti cím                  | Feladatkör | Feladatkör | Megjegyzések             |
| Év   | Magyar cím                  | Eredeti cím                  | Rendező    | Író        | Megjegyzések             |
| ---- | --------------------------- | ---------------------------- | ---------- | ---------- | ------------------------ |
| 1993 | Most jövök a falvédőről     | Born Yesterday               | Nem        | Igen       |                          |
| 1994 | Lövések a Broadwayn         | Bullets over Broadway        | Nem        | Igen       | társíró: Woody Allen     |
| 1996 | Emma                        | Emma                         | Igen       | Igen       |                          |
| 2000 | Botcsinálta ügynök          | Company Man                  | Igen       | Igen       | társrendező: Peter Askin |
| 2002 | Nicholas Nickleby           | Nicholas Nickleby            | Igen       | Igen       |                          |
| 2006 | A hírhedt                   | Infamous                     | Igen       | Igen       |                          |
| 2011 | Csak tudnám, hogy csinálja! | I Don't Know How She Does It | Igen       | Nem        |                          |

Filmszínész
| Év   | Magyar cím              | Eredeti cím           | Szerep               | Magyar hang      | Rendező          |
| ---- | ----------------------- | --------------------- | -------------------- | ---------------- | ---------------- |
| 1994 | Kvíz Show               | Quiz Show             | Snodgrass            | R. Kárpáti Péter | Robert Redford   |
| 1996 | Kiruccanók              | The Daytrippers       | Chap                 |                  | Greg Mottola     |
| 1997 |                         | Prix Fixe (rövidfilm) | Bob Waterman         |                  | Jonathan Glatzer |
| 1998 | A boldogságtól ordítani | Happiness             | Tom                  |                  | Todd Solondz     |
| 1998 | Sztárral szemben        | Celebrity             | Bill Gaines          |                  | Woody Allen (1)  |
| 1999 | A bennfentes            | The Insider           | magánnyomozó         | Pálfai Péter     | Michael Mann     |
| 2000 | Botcsinálta ügynök      | Company Man           | Alan Quimp           |                  | Douglas McGrath  |
| 2000 | Süti, nem süti          | Small Time Crooks     | Frenchy ügyvédje     | Bicskey Lukács   | Woody Allen (2)  |
| 2002 | Hollywoody történet     | Hollywood Ending      | barbecue vendég      | Kapácsy Miklós   | Woody Allen (3)  |
| 2007 | Michael Clayton         | Michael Clayton       | Jeff Gaffney         |                  | Tony Gilroy      |
| 2009 | A visszavonuló          | Solitary Man          | Dean Edward Gitleson |                  | Brian Koppelman  |
| 2009 | A visszavonuló          | Solitary Man          | Dean Edward Gitleson | David Levien     |                  |
| 2016 | Café Society            | Café Society          | Norman               |                  | Woody Allen (4)  |
| 2020 | Rifkin fesztiválja      | Rifkin's Festival     | Gil Brenner          |                  | Woody Allen (5)  |

### Televízió
Rendező és forgatókönyvíró
| Év        | Magyar cím                            | Eredeti cím           | Feladatkör | Feladatkör | Feladatkör | Megjegyzések        |
| Év        | Magyar cím                            | Eredeti cím           | Rendező    | Író        | Producer   | Megjegyzések        |
| --------- | ------------------------------------- | --------------------- | ---------- | ---------- | ---------- | ------------------- |
| 1980–1981 | Saturday Night Live                   | Saturday Night Live   | Nem        | Igen       | Nem        | 13 epizód           |
| 1989      |                                       | L.A. Law              | Nem        | Igen       | Nem        | 1 epizód            |
| 1991      |                                       | The Steven Banks Show | Nem        | Igen       | Igen       | tévéfilm koproducer |
| 2011      | Jerry Weintraub – A legendás producer | His Way               | Igen       | Nem        | Nem        | tévéfilm            |
| 2012      |                                       | Local Talent          | Igen       | Igen       | Igen       | 1 epizód            |
| 2016      | Mike Nichols: Ifjúkori önarckép       | Becoming Mike Nichols | Igen       | Nem        | Vezető     | tévéfilm            |

Színész
| Év        | Magyar cím          | Eredeti cím          | Szerep             | Megjegyzések                       |
| --------- | ------------------- | -------------------- | ------------------ | ---------------------------------- |
| 1988      | Saturday Night Live | Saturday Night Live  | vacsoravendég      | 1 epizód stáblistán nem szerepel   |
| 2015–2016 | Csajok              | Girls                | Toby Cook igazgató | 4 epizód                           |
| 2016      |                     | Crisis in Six Scenes | Doug               | Woody Allen-minisorozat (1 epizód) |
| 2017      | Isten nélkül        | Godless              | Edward Solomon     | minisorozat (1 epizód)             |

## Fordítás
- Ez a szócikk részben vagy egészben  a   Douglas McGrath című angol Wikipédia-szócikk ezen változatának fordításán alapul.  Az eredeti cikk szerkesztőit annak laptörténete sorolja fel. Ez a jelzés csupán a megfogalmazás eredetét és a szerzői jogokat jelzi, nem szolgál a cikkben szereplő információk forrásmegjelöléseként.